# Rahula (Saku)
Rahula – wieś w Estonii, w prowincji Harju, w gminie Saku.